# لینبروک (نیویورک)
لینبروک (به انگلیسی: Lynbrook) یک روستا در ایالات متحده آمریکا است که در شهرستان ناساو، نیویورک واقع شده‌است. لینبروک ۵٫۲ کیلومتر مربع مساحت و ۱۹٬۴۲۷ نفر جمعیت دارد و ۶ متر بالاتر از سطح دریا واقع شده‌است.